# Edoardo Tiboni
Edoardo Tiboni (Vasto, 31 maggio 1923 – Pescara, 13 dicembre 2017) è stato un critico letterario e giornalista italiano, ideatore dei Premi Flaiano di Letteratura, Teatro, Cinema e Televisione e fondatore della casa editrice Ediars.

## Biografia

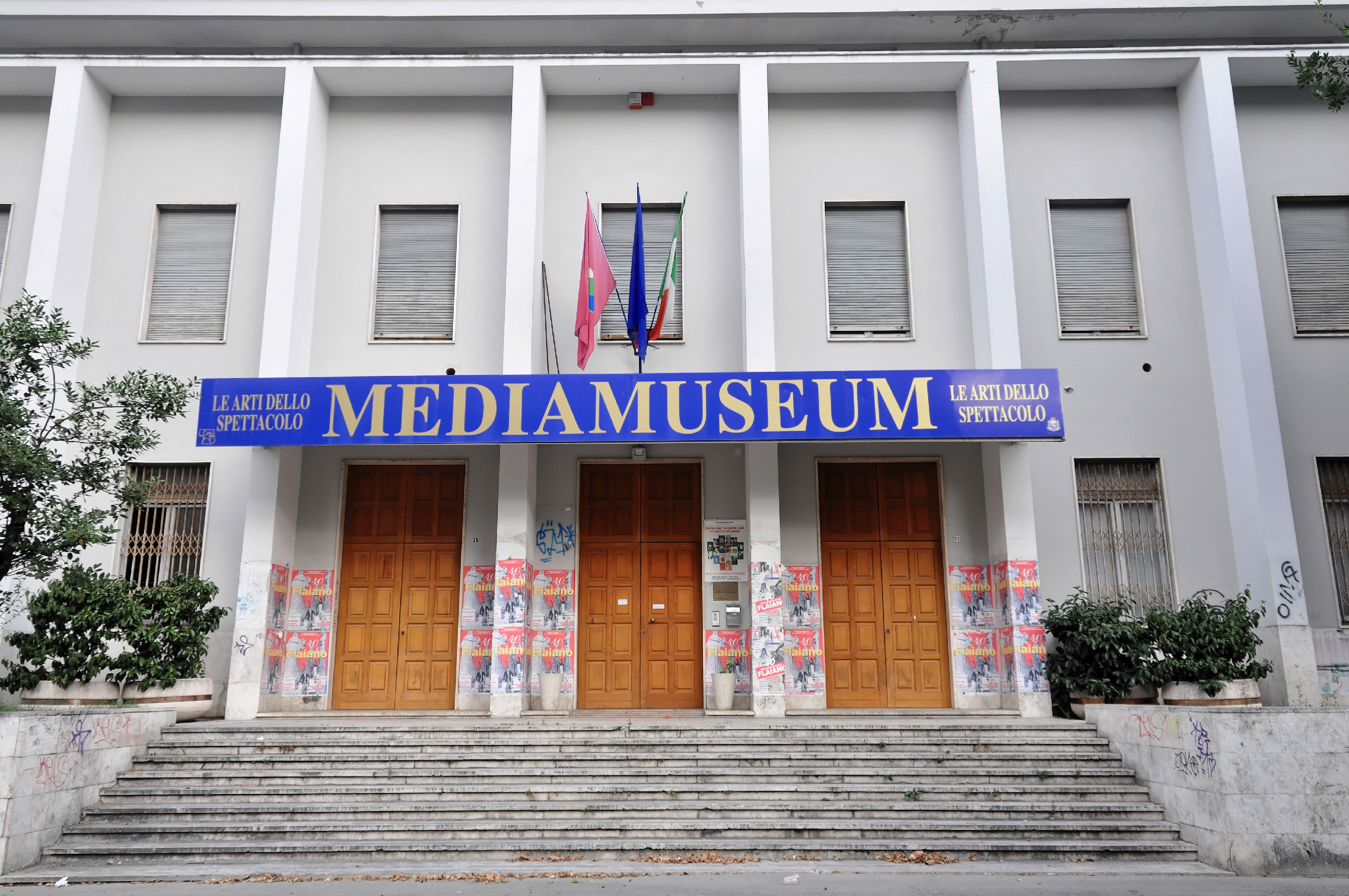
MediaMuseum, Pescara

Dopo la morte del padre, Edoardo Tiboni all'età di cinque anni fu inviato a Spoleto in un collegio che ospitava orfani di dipendenti dello Stato. Dopo la guerra, durante la quale militò nell'esercito, nel 1946 conseguì la laurea in Giurisprudenza e in Economia all'Università di Roma. A Pescara iniziò la carriera di giornalista, scrivendo per l'"Annuario Abruzzese" (1948-1949). Dal 1951 al 1953 divenne direttore responsabile del quotidiano regionale "Il Mattino d’Abruzzo" - il primo pubblicato in Abruzzo - e dal 1953 fu incaricato di dirigere la sede regionale della Rai per l'Abruzzo-Molise, incarico che sostenne per 35 anni. Coltivò studi umanistici, sociologici ed economici e fondò una casa editrice. I suoi ricordi sono stati raccolti in una intervista, rilasciata nel 2013 a Enzo Fimiani.
Edoardo Tiboni valorizzò il radiodramma, il nuovo genere popolare che era di grande impatto sul pubblico.  Alle trasmissioni da Pescara chiamò a collaborare letterati, tra cui Ennio Flaiano, Ignazio Silone, Mario Pomilio, Ottaviano Giannangeli, Giuseppe Rosato e Laudomia Bonanni, e pittori come Michele e Tommaso Cascella.
In questi anni caldeggiò alcuni progetti come il recupero della Coppa Acerbo di automobilismo senza successo e altri invece realizzati, come le celebrazioni per il centenario della nascita di Gabriele d'Annunzio, nel 1963, e la costruzione di un teatro-monumento intitolato a d'Annunzio. Nel 1973, per onorare la memoria di Ennio Flaiano e la sua opera, ideò il "Premio Internazionali Flaiano", di letteratura teatro, cinema e  televisione, articolato in varie manifestazioni: rassegne, convegni e spettacoli. Tra i premiati per la sezione Narrativa ci sono stati i premi Nobel Seamus Heaney, José Saramago e Imre Kertesz.
Organizzò l'"Istituto Nazionale di Studi Crociani",  la "Società del Teatro e della Musica Dannunziani" e  un "Istituto multimediale internazionale Scrittura e Immagine". Fondò e diresse la rivista di aggiornamento culturale "Oggi e Domani". È stato insignito dall'Università degli Studi "Gabriele d'Annunzio" dell'Ordine della Minerva.
L'ultima sua idea è stata il Mediamuseum, "Museo Nazionale del cinema e dell'audiovisivo", che è attivo dal 2006, nell'edificio che una volta ospitava il tribunale di Pescara. Al MediaMuseum si svolgono anche manifestazioni e mostre temporanee, collegate all'attività della "Fondazione Edoardo Tiboni".

## Opere
Monografie
- Edoardo Tiboni, Omaggio a Di Jorio, Pescara, Lussostampa, 1972, SBN IEI0224216.
- Edoardo Tiboni, Giuseppe Spataro e il suo impegno per l'Abruzzo, Pescara, Ediars, 2004, SBN TER0012287. Ristampa.

Atti di convegni
- Edoardo Tiboni e Luigia Abrugiati (a cura di), Trionfo della morte: atti del 3º Convegno internazionale di studi dannunziani: Pescara, 22-24 aprile 1981, Pescara, Fabiani, 1983, SBN LO10477873.
- Edoardo Tiboni, Luigia Abrugiati (a cura di), Canto novo nel centenario della pubblicazione: atti del 4º Convegno internazionale di studi dannunziani: Pescara, 7-8 maggio 1982, Pescara, G. Fabiani, 1983, SBN CFI0001410.
- Edoardo Tiboni e Luigia Abrugiati (a cura di), D'Annunzio giornalista: atti del 5º Convegno internazionale di studi dannunziani: Pescara, 14-15 ottobre 1983, Pescara, G. Fabiani, 1984, SBN PAL0084748.
- Edoardo Tiboni (a cura di), La fiaccola sotto il moggio: atti del 9º  Convegno internazionale di studi dannunziani: Pescara, Cocullo, 7-9 maggio 1987, Pescara, G. Fabiani, 1987, SBN RAV0027766.
- Convegno internazionale di studi dannunziani, La figlia di Iorio: atti del 7º Convegno internazionale di studi dannunziani: Pescara, 24-26 ottobre 1985, Pescara, Ediars, 1993, nuova edizione, SBN BVE0139708.
- Edoardo Tiboni (a cura di), D'Annunzio e l'Abruzzo: atti del 10º Convegno di studi dannunziani: Pescara, 5 marzo 1988, Pescara, G. Fabiani, 1988, SBN RAV0060472.
- Edoardo Tiboni, Ivanos Ciani, Umberto Russo (a cura di), Dal Piacere all'Innocente: 15º Convegno nazionale: Chieti - Penne, 15-16 maggio 1992 / Centro nazionale di studi dannunziani in Pescara, Pescara, Ediars, 1992, SBN RAV0215513.
- Centro nazionale di studi dannunziani (a cura di), Da Foscarina a Ermione: Alcyone: prodromi, officina, poesia, fortuna: 27º Convegno di studio: 25, 26, 27 maggio 2000, Francavilla al Mare, Pescara, Ediars, 2000, SBN CFI0512139. Premessa di Edoardo Tiboni.

Scritti in collaborazione
- Umberto Russo, Edoardo Tiboni (a cura di), L'Abruzzo nel Settecento, Pescara, Ediars, 2000, SBN TER0000914.
- Edoardo Tiboni (a cura di), Contributi agli studi in Abruzzo su D'Annunzio, Flaiano, Silone / scritti di Carlo Bo, Geno Pampaloni, Edoardo Tiboni, Pescara, Ediars, 2001, SBN TER0001697.
- Umberto Russo, Edoardo Tiboni (a cura di), L'Abruzzo dall'umanesimo all'età barocca, Pescara, Ediars, 2002, SBN AQ10074776.
- Edoardo Tiboni (a cura di), Benedetto Croce nella vita civile e culturale italiana; Benedetto Croce e la critica letteraria: due tavole rotonde del 1977, Pescara, Rivista oggi e domani-EDIARS, 2002, SBN BVE0331377.
- Umberto Russo, Edoardo Tiboni (a cura di), L'Abruzzo nel Medioevo, Pescara, EDIARS, 2003, SBN AQ10071533.
- Umberto Russo, Edoardo Tiboni (a cura di), L'Abruzzo nel Novecento, Pescara, Ediars, 2004, SBN AQ10077875.
- Edoardo Tiboni, Paolo Smoglica (a cura di), L'Abruzzo e il cinema, Chieti Scalo, Ediars, 2008, SBN TER0030246.

Fondazione Edoardo Tiboni
- D'Annunzio essenziale: Alcyone; La Figlia di Iorio; Il Piacere, Pescara, Fondazione Edoardo Tiboni, Centro Nazionale di Studi Dannunziani, 2010, SBN LO11333584.
- Edoardo Tiboni (a cura di), Echi di poesia e di vita in casa D'Annunzio, Pescara, Fondazione Edoardo Tiboni per la cultura in Abruzzo, 2013, SBN TER0038069.
- Pescara: un secolo di invenzioni e dissipazioni: mostra documentaria, Pescara, Fondazione Tiboni, 2013, SBN TER0038596.